# Andreas Mettenleiter

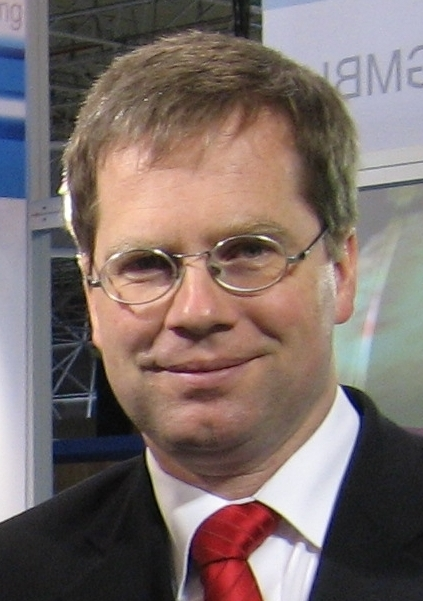
Andreas Mettenleiter (2012)

Andreas Mettenleiter (* 1968 in München) ist ein deutscher Medizinhistoriker. Seit 2000 ist er hauptberuflich Geschäftsführer des Lehrmittelunternehmens Mekruphy in Pfaffenhofen an der Ilm.

## Leben und Wirken
Andreas Mettenleiter studierte Medizin und Humanwissenschaften an den Universitäten in Regensburg, Würzburg, Rom (Università la Sapienza), Utrecht und Caen. Mit einer Dissertation über Adam Christian Thebesius wurde er 1999 in Würzburg zum Dr. med. promoviert. Er war Lehrbeauftragter am Institut für Geschichte der Medizin der Universität Würzburg.  Schwerpunkt seiner Publikationstätigkeit sind die Ärztedynastie von Siebold, besonders Philipp Franz von Siebold, und Würzburgs Medizingeschichte. Für das Würzburger Siebold-Museum kuratierte er Ausstellungen zur Einführung der Pockenschutzimpfung in Japan (2000), zu Deutschen Kriegsgefangenenlagern in Japan im Ersten Weltkrieg (2001), zur Academia Sieboldiana – Eine Würzburger Familie schreibt Medizingeschichte (2002/2003), zur Jugend Philipp Franz von Siebolds in Würzburg (2012/2013) und zur Ankunft Siebolds in Japan (2023/2024).
Er ist Mitglied des Corps Moenania Würzburg. Er ist 2. Vorstandsvorsitzender der Siebold-Gesellschaft,  und war von 2020 bis 2024 Mitglied des Vorstandes der Julius-Hirschberg-Gesellschaft.

## Schriften
- Die Anatomenskulpturen am Gartenpavillon des Würzburger Juliusspitals. In: Würzburger medizinhistorische Mitteilungen. Band 18, 1999, S. 95–109.
- Adam Christian Thebesius (1686–1732) und die Entdeckung der Vasa cordis minima.  Steiner, Stuttgart 2001, ISBN 3-515-07917-3 (Dissertation, Universität Würzburg 1999).
- Gefangen in Fernost. Sechs Jahre im Leben des Würzburger Kaufmanns Wilhelm Köberlein. Echter, Würzburg 2001, ISBN 3-429-02397-1.
- Das Juliusspital in Würzburg. Band III: Medizingeschichte. Stiftung Juliusspital Würzburg, Würzburg 2001, ISBN 3-933964-04-0 (Rezension von Marion Maria Ruisinger).
- Selbstzeugnisse, Erinnerungen, Tagebücher und Briefe deutschsprachiger Ärzte. Nachträge und Ergänzungen. (Zum Band 4 des Werkes Bibliographie der Autobiographien von Jens Jessen und Reiner Voigt).

- Teil I: In: Würzburger medizinhistorische Mitteilungen. Band 19, 2000, S. 459–524.
- Teil II: (A–H). In: Würzburger medizinhistorische Mitteilungen.  Band 21, 2002 S. 490–518.
- Teil III: (I–Z). In: Würzburger medizinhistorische Mitteilungen. Band 22, 2003, S. 269–305.

- Academia Sieboldiana. Eine Würzburger Familie schreibt Medizingeschichte. Ausstellungsdokumentation. Akamedon, Pfaffenhofen 2010, ISBN 978-3-940072-03-0.
- mit Harald Zoepffel: Würzburg 1943 bis 1945. Akamedon, Pfaffenhofen 2007, ISBN 978-3-940072-00-9. Neuausgabe 2010, ISBN 978-3-940072-00-9.
- Unterhaltsames und Kurioses aus der Geschichte des Würzburger Juliusspitals. Akamedon, Pfaffenhofen 2012.

- Band 1: „Im Schatten des Fürstenbaus“. Von der Echterzeit bis ins 18. Jahrhundert. ISBN 978-3-940072-11-5.
- Band 2: „Von Pfründnern, Kranken und Studenten“. Vom Ende der fürstbischöflichen Zeit bis ins Biedermeier. ISBN 978-3-940072-12-2.

- Zerstörung und Wiederaufbau in Würzburg. Vier Häuser, vier Familien, vier Schicksale. Akamedon, Pfaffenhofen/Ilm 2013, ISBN 978-3-940072-05-4.
- 200 Jahre Corps Moenania Würzburg. 1814–2014. Eine Chronik in Reimen. Illustrationen von Gerhard Hainlein. Akamedon, Pfaffenhofen 2014, ISBN 978-3-940072-17-7.
- Denk' ich an Würzburg. Zeitgenossen über ihre Stadt. Akamedon, Pfaffenhofen 2017, ISBN 978-3-940072-23-8.
- Würzburg, 16. März 1945. Dokumentation zum 75. Jahrestag der Zerstörung. Akademon, Pfaffenhofen 2020, ISBN 978-3-940072-30-6.
- Vom Luitpoldkrankenhaus zum Luitpold-Campus. 1921–2021. Band 1. Universitätsklinikum Würzburg, Würzburg 2021 (online, PDF; 5,2 MB)
- Corona ad sedes! Corpsstudentisches Corona-ABC. Akamedon, Pfaffenhofen 2024, ISBN 978-3-940072-34-4.

Herausgeberschaft
- Tempora mutantur et nos? Festschrift für Walter M. Brod. Akamedon, Pfaffenhofen 2007, ISBN 978-3-940072-01-6.
- Japan – Siebold – Würzburg. 25 Jahre Siebold-Gesellschaft, 15 Jahre Siebold-Museum Würzburg. Akademon, Pfaffenhofen 2010, ISBN 978-3-940072-06-1.

Übersetzungen
- Aikawa Tadaomi: Otto Gottlieb J. Mohnike (1814–1887) und die Einführung der Pockenschutzimpfung in Japan im Jahre 1849. Ausstellungskatalog. Deutsches Medizinhistorisches Museum, Ingolstadt 2001, DNB 963698095.
- Siebolds Blumengarten. Botanische Zeichnungen zur Siebold-Sammlung. Begleitband zur Ausstellung „Siebolds Blumengarten“ im Siebold-Museum Würzburg. Akamedon, Pfaffenhofen 2011, ISBN 978-3-940072-07-8.